# كيث تاكر
كيث تاكر (بالإنجليزية: Keith Tucker)‏ (25 نوفمبر 1936 في المملكة المتحدة - ) هو لاعب كرة قدم بريطاني في مركز الدفاع. لعب مع تشارلتون أثلتيك وويغان أتلتيك.